# 神尾陽子
神尾 陽子（かみお ようこ、1958年 - ）は、日本の児童精神科医、神尾陽子クリニック院長。お茶の水女子大学人間発達教育科学研究所客員教授、国立研究開発法人国立精神・神経医療研究センター精神保健研究所客員研究員。一般社団法人発達障害専門センター代表理事。

## 略歴
1958年（昭和33年）大阪府生まれ。1983年3月京都大学医学部卒業。1992年からロンドン大学付属精神医学研究所へ1年間留学。
2006年から2018年3月までの間、国立精神・神経医療研究センター精神保健研究所に児童・思春期精神保健研究部部長として勤務。
2022年8月に神尾陽子クリニックを開院。

## 著書
- 『よくわかる 自閉スペクトラムの子どものペアレンティング こだわりの強い子を自信をもって育てるために』（2024年8月、ナツメ社）
- 『このまま使える不安症状のある自閉症児のための認知行動療法（CBT）マニュアル』（2023年10月、ミネルヴァ書房）
- 『発達障害の精神病理 IV-ADHD編』（2023年6月、星和書店）
- 『発達障害のある子のメンタルヘルスケア -これからの包括的支援に必要なこと』（2021年8月、金子書房）
- 『学術会議叢書23 子どもの健康を育むために -医療と教育のギャップを克服する』（2017年3月、日本学術協力財団）
- 『成人期の自閉症スペクトラム診療実践マニュアル』（2012年5月、医学書院）

共著
- 『発達障害の診断と治療 ADHDとASD』（2023年4月、診断と治療社）著者：榊原洋一、神尾陽子

監修
- 『子どもの社会的行動のアセスメント 早期発見と支援に生かせる乳幼児健診でのままごと遊び』（2023年5月、風間書房）

編集
- 『データで読み解く発達障害』（2016年5月、中山書店）
- 『DSM-5を読み解く』（2014年9月、中山書店）

翻訳
- 『学級担任のための発達障害支援ガイド 自閉スペクトラム症のある子どもが学校生活で輝くために』（2020年8月、星和書店）原題：Autism in Your Classroom, 著者：Deborah Fein，Michelle A. Dunn
- 『自閉症:ありのままに生きる 〜未知なる心に寄り添い未知ではない心に〜』（2016年3月、星和書店）原題：Unstrange Minds，著者：Roy Richard Grinker
- 『ウタ・フリスの自閉症入門 その世界を理解するために』（2012年11月、中央法規出版）原題：AUTISM, 著者：Uta Frith
- 『自閉症の心の世界 認知心理学からのアプローチ』（1997年7月、星和書店）原題：Autism:an introduction to psychological theory, 著者：Francesca Happé

## メディア出演
テレビ
- クローズアップ現代（2025年4月15日）

記事
- 自閉症の孫、言葉が出ない（2016年1月19日、朝日新聞）[6]
- めくるめく知のフロンティア「研究室に行ってみた。」（ナショナルジオグラフィック日本版）[7]
  - 第1回 「自閉症」ってなんだろう（2020年4月28日）
  - 第2回 これほど違う自閉症の現れ方、3歳男児と4歳女児の例（2020年4月29日）
  - 第3回 病院の外で見つけた自閉スペクトラム症への「最適な取り組み」（2020年4月30日）
  - 第4回 自閉症の特性はみんなにあると示した画期的な研究（2020年5月1日）
  - 第5回 自閉スペクトラム症の早期支援が大切な理由（2020年5月2日）
  - 第6回 自閉スペクトラム症を「愛着」の問題で済ませてはいけない（2020年5月3日）